# Ismayil Akhundov
Ismayil Akhundov (en azéri : İsmayıl Hüseyn oğlu Axundov, né le 15 avril 1907 à Machtaga, province de Bakou, et mort le 13 septembre 1969 à Cracovie) est un peintre-décorateur de théâtre, graphiste et affichiste soviétique, lauréat du prix Staline, 1er degré (1950).

## Éducation
En 1921, I. Akhundov termine l'école de son village natal et entre au Collège pédagogique de Bakou. Il poursuit ses études à l'École d'art d'Azerbaïdjan (1924-1928). Après avoir obtenu son diplôme, Akhundov crée des dessins animés dans le magazine satirique Molla Nasreddin. Il entre à l'Institut polygraphique de Moscou. Ismayil Akhundov conçoit l'ouverture de l'usine d’automobile Gorki en 1932 en tant que travail de diplôme, en commun avec d’autres diplômés de la faculté d'art de l'institut.

## Parcours professionnel
En 1932, le jeune artiste retourne à Bakou, où il dirige le bureau graphique de l'école d'art d'État d'Azerbaïdjan. Travaillant dans le domaine du graphisme de chevalet, il illustre des livres.
En 1937-1940, il est directeur de l'École d'art d'État d'Azerbaïdjan et, depuis 1940, directeur et artiste en chef du Musée de la littérature azerbaïdjanaise du nom de Nizami Gandjavi. Pendant la Grande Guerre patriotique, il dirige les équipes d'agitation d'artistes qui sont allés au front, où ils ont peint des affiches patriotiques antifascistes. À la fin de la guerre, il est peintre en chef du magazine de l'Azerbaïdjan soviétique, qui était publié en langue azerbaïdjanaise en écriture arabe pour les habitants de l'Azerbaïdjan iranien.
Dans les années 1940-1950 I. Akhundov est le peintre en chef du Pavillon de la RSS d'Azerbaïdjan à l'exposition agricole de toute l'Union, participe à la restauration d'après-guerre de l'exposition en août 1954. Pendant de nombreuses années, il est créateur de costumes pour l'Ensemble national de chants et de danses de la RSS d'Azerbaïdjan.
À partir de 1937, I.Akhudov travaille au Théâtre dramatique d'État d'Azerbaïdjan et dans plusieurs théâtres du pays,  prépare un certain nombre de représentations. Il travaille également au cinéma. Il est notamment costumier pour le film Arshin Mal Alan (1945) et participe à la création du magazine satirique de 1952 Kirpi (Hérisson), membre du comité de rédaction du magazine.
Pendant plusieurs années Ismayil Akhundov dirige l'Union des peintres d'Azerbaïdjan.

## Distinctions
- Artiste émérite de la RSS d'Azerbaïdjan en 1940
- Prix Staline du 1er degré pour le tapis artistique dédié au 70e anniversaire de I.V. Staline en 1950. Akhundov a reçu le. Akhundov a créé ce tapis avec des maîtres tels que Latif Kerimov et Kazim Kazim-zade[3].
- Peintre du Peuple en 1960.